# 韋斯特伯勒 (密蘇里州)
韋斯特伯勒（英語：Westboro）是位於美國密蘇里州艾奇遜縣的城市。

## 人口
根據2020年美國人口普查的數據，韋斯特伯勒的面積為0.66平方千米，皆為陸地。當地共有人口116人，而人口密度為每平方千米176人。